# 松岡満寿男
松岡 満寿男（松岡 滿壽男、まつおか ますお、1934年〈昭和9年〉10月4日 - 2024年〈令和6年〉6月9日）は、日本の政治家。参議院議員（2期）、衆議院議員（1期）、山口県光市長（3期）を務めた。

## 経歴
旧・満洲国生まれ。戦後、山口県光市にて育つ。満寿男の名は大叔父の松岡洋右が「満洲の満、ジュネーブ（寿府）の寿から名づけた。山口県立光高等学校全日制普通科卒業。早稲田大学政治経済学部卒業。
早稲田大学を卒業後、八幡製鐵（現日本製鉄）に勤めていたが、1971年（昭和46年）に父三雄が市長在職のまま急逝し、後任の光市長候補に担ぎ出され、36歳で初当選した。その後3回当選し、行政経験のない世襲の新米市長だったが多くの功績を残した。このときの市長秘書末岡泰義は、松岡が国政に進んだ後も市役所を退職して地元秘書として仕え、その後光市長に4回当選し、2008年11月13日で退任した。
1983年の参議院選挙に山口県選挙区から自民党公認で立候補、当選する。在任中に労働省政務次官を務めた。しかし1989年の選挙では反消費税旋風の中で日本社会党公認の山田健一に大敗した。
1992年（平成4年）の山口県知事選挙に無所属・社民連推薦で立候補し、5選を目指す自民党・公明党推薦で無所属現職の平井龍に挑んだが僅差で落選した。
1993年の衆議院選挙で旧山口2区から無所属・日本新党推薦で立候補、トップ当選する。細川護煕代表の側近として党代表幹事で活躍したが、小選挙区制になった1996年の選挙では山口2区で又従兄にあたる自民党の佐藤信二に僅差で敗れた。
1998年の参議院選挙で山口県選挙区に無所属で立候補、自民党公認の合志栄一に大差をつけて当選した。無所属の会に長く属したが、任期満了間際に民主党に入党、任期満了とともに政界を引退した。このとき後継指名した民主党公認・元山口県副知事の大泉博子は、安倍晋三実弟の自民党公認岸信夫に惜敗した。安倍、岸とも松岡の遠縁に当たる。
南満洲鉄道の旧関係者の団体である財団法人満鉄会の理事長を務めた。
2024年（令和6年）6月9日、光市内の病院で死去した。89歳没。死没日付をもって正四位に叙された。

## 人物・エピソード
- 山口出身のためか、新撰組のことを快く思っておらず、2004年の参議院総務委員会で、新撰組を「テロリスト集団」と呼び、大河ドラマ『新選組!』に対して苦言を呈したことがある[5]。
- 晩年は光市室積の自宅で暮らし、父三雄が創業した光市浅江の中國工業株式会社の会長を務める傍ら、趣味の陶芸や絵画、書道に打ち込んだ。これらの趣味は市長在職中からのもので、個展を開いたり、グループ展に出展して一定の評価を得ていた。
- 自宅近くには松岡洋右の記念碑、光市民ホール前庭には松岡三雄の胸像がある。

## 年譜

### 政歴
- 昭和46年（1971年）
  - 山口県光市長選挙（無所属）当選。14,499票。
- 昭和50年（1975年）
  - 山口県光市長選挙（無所属）2期目当選。18,230票。
- 昭和54年（1979年）
  - 山口県光市長選挙（無所属）3期目当選。18,874票。
- 昭和58年（1983年）
  - 7月12日 - 第13回参議院議員通常選挙（山口選挙区・自由民主党公認）当選。318,852票。
- 平成元年（1989年）
  - 7月12日 - 第15回参議院議員通常選挙（山口選挙区・自民党公認）落選。320,410票。
- 平成4年（1992年）
  - 7月 - 山口県知事選挙（無所属＝社民連推薦）落選。336,646票。
- 平成5年（1993年）
  - 7月18日 - 第40回衆議院議員総選挙（旧山口2区・無所属）当選。90,473票。当選後、日本新党に追加公認。
- 平成6年（1994年）
  - 12月9日 - 日本新党解散。
  - 12月10日 - 新進党結成。
  - 新進党では明日の内閣で労働・雇用大臣、労働大臣に擬せられた
- 平成8年（1996年）
  - 6月25日 - 第41回衆議院議員総選挙（山口2区・新進党公認）落選。78,944票。
- 平成10年（1998年）
  - 7月12日 - 第18回参議院議員通常選挙（山口県選挙区・無所属）2期目当選。340,214票。
  - 無所属の会には結党段階より参加し政党「無所属の会」では幹事長を、参議院会派「無所属の会」では代表を務めた
- 平成15年（2003年）
  - 12月18日 - 無所属の会離党。
  - 12月25日 - 民主党入党。
- 平成16年（2004年）
  - 7月25日 - 参議院議員任期満了により政界引退。

## 栄典
- 2014年、旭日重光章受章。

## 家族・親族
- 大叔父・松岡洋右（外務大臣）。
- 義父・坂本実（衆議院議員）。
- 義兄・坂本忠雄（「新潮」元編集長）
- 義弟・山本一元（旭化成元社長）

## 著書
- 「時艱直視」JPG　2004年
- 「句集 佳日」東京四季出版　2016年